# Gabrielle (film, 2005)
Pour les articles homonymes, voir Gabrielle.
Pour plus de détails, voir Fiche technique et Distribution.
Gabrielle est un film franco-italo-allemand réalisé par Patrice Chéreau et sorti en 2005.
Dans ce neuvième long métrage du réalisateur, Patrice Chéreau filme la désagrégation d'un couple de la bourgeoisie parisienne à la Belle Époque, couple incarné par Pascal Greggory et Isabelle Huppert. Le metteur en scène n'avait plus réalisé de film à costume depuis La Reine Margot en 1994.
L'œuvre adapte avec liberté la nouvelle de Joseph Conrad Le Retour et se conçoit comme un huis clos à l'atmosphère sépulcrale et aux dialogues énigmatiques. L'esthétique, post-moderne, alterne le noir et blanc et la couleur et utilise, par moments, des cartons de cinéma muet. Sur le plan thématique et visuel, le film fait explicitement référence à Marcel Proust, Anton Tchekhov, Ingmar Bergman, Luchino Visconti et l'opéra expressionniste. Le réalisateur réfute l'idée d'avoir signé un film d'époque et explique que le cadre historique est un prétexte à raconter une histoire universelle et moderne sur le couple et l'amour disparu dans laquelle la musique occupe une place prépondérante.

## Synopsis
Le film est un huis clos adapté sur une nouvelle de Joseph Conrad, The Return. Cette nouvelle raconte l'histoire d'un couple bourgeois (Isabelle Huppert et Pascal Greggory) du début du XXe siècle, qui prend conscience qu'il n'y a jamais eu d'amour entre eux depuis dix ans de mariage.

## Fiche technique
- Réalisation : Patrice Chéreau
- Scénario : Patrice Chéreau, Anne-Louise Trividic, d'après une nouvelle de Joseph Conrad The Return (Le Retour)
- Musique : Fabio Vacchi
- Photographie : Éric Gautier
- Son : Guillaume Sciama, Benoît Hillebrant, Olivier Dô Hùu
- Décors : Olivier Radot
- Costumes : Caroline de Vivaise
- Montage : François Gédigier
- Premier assistant réalisateur: Antoine Garceau
- Photographe de plateau : Luc Roux
- Pays de production :  Allemagne,  France,  Italie
- Langue de tournage : français
- Producteur : Joseph Strub
- Production : Azor Films (France), Studiocanal (France), Arte France Cinéma, Love Streams Productions (France), Albachiara (Italie), Network Movie Film (Allemagne), ZDF/Arte Allemagne
- Société de distribution : Mars Distribution
- Format : noir et blanc et couleur (Fujicolor) — 2.35:1 Panavision — son Dolby Digital DTS — 35 mm
- Genre : drame
- Durée : 90 min
- Date de sortie :
  - France : 28 septembre 2005

## Distribution
- Isabelle Huppert : Gabrielle Hervey
- Pascal Greggory : Jean Hervey
- Claudia Coli : Yvonne
- Thierry Hancisse : le rédacteur en chef
- Chantal Neuwirth : Madeleine
- Thierry Fortineau : un invité
- Louise Vincent : un invité
- Clément Hervieu-Léger : un invité
- Nicolas Moreau : un invité
- Rinaldo Rocco : le consul
- Xavier Lafitte : un invité
- Maï David : une servante
- Jeanne Herry : une servante
- Aude Léger : une servante
- Raina Kabaivanska : la cantatrice russe

## Différences entre la nouvelle et le film
La nouvelle, qui se déroule à Londres, a été transposée à Paris. Le personnage féminin apparaît peu dans le texte et son prénom, qui donne son titre au film, a été modifié. Patrice Chéreau et Anne-Louise Trividic ont dû étoffer le rôle lors de l'écriture du scénario afin de lui conférer une dimension centrale. Pour cette raison, Patrice Chéreau a demandé à Isabelle Huppert de ne pas lire la nouvelle avant et durant le tournage.      

## Distinctions

### Récompenses
- Mostra de Venise 2005 : Lion spécial d'interprétation pour Isabelle Huppert
- César 2006 : 
  - Meilleurs décors pour Olivier Radot
  - Meilleurs costumes pour Caroline de Vivaise

### Nominations et sélection
- Mostra de Venise 2005 : sélection officielle
- César 2006 : 
  - Meilleure actrice pour Isabelle Huppert
  - Meilleure adaptation pour Patrice Chéreau et Anne-Louise Trividic
  - Meilleure photographie pour Éric Gautier
  - Meilleur son pour Olivier Dô Hùu, Benoît Hillebrant et Guillaume Sciama